# مارغريت فيرلي
مارغريت فيرلي (بالإنجليزية: Margaret Fairley)‏ (1885، برادفورد في المملكة المتحدة - 1968، تورونتو في كندا)؛ مؤرخة، كاتِبة وشاعرة بريطانية-كندية. درست في جامعة ألبرتا.